# الأنباء الكندية
الأنباء الكندية هي وكالة أنباء وطنية كندية يقع مقرها الرئيسي في تورنتو، أونتاريو. تأسست عام 1917 كوسيلة للصحف الكندية لتبادل الأخبار والمعلومات، وكانت الصحافة الكندية عبارة عن تعاونية خاصة غير ربحية مملوكة ومدارة من قبل الصحف الأعضاء طوال معظم تاريخها. في منتصف عام 2010، أعلنت الشركة عن خططها لتصبح شركة ربحية مملوكة لثلاث شركات إعلامية بمجرد استيفاء شروط معينة.
على مر السنين، قامت وكالة الصحافة الكندية والشركات التابعة لها بالتكيف لتعكس التغييرات في صناعة الإعلام، بما في ذلك التغييرات التكنولوجية والطلب المتزايد على تحديثات الأخبار السريعة. تقدم حاليًا مجموعة واسعة من النصوص والصوت والتصوير الفوتوغرافي والفيديو والمحتوى الرسومي لمواقع الويب والراديو والتلفزيون والعملاء التجاريين بالإضافة إلى الصحف وحليفتها منذ فترة طويلة، وكالة أسوشيتد برس (AP)، وهي خدمة إخبارية عالمية مقرها الولايات المتحدة.

## تاريخ
في البداية، لم تكن لدى كندا سوى جمعيات إخبارية إقليمية، ولم تكن لديها خدمة إخبارية وطنية. تأسست الصحافة الكندية بموجب قانون برلماني باعتبارها تعاونية إخبارية، بمنحة حكومية سنوية من عام 1917 إلى عام 1924، بهدف مساعدة الصحف في تغطية الأخبار وتوزيعها في جميع أنحاء البلاد. كانت الصحيفة تعمل في البداية كشبكة توزيع، ثم انضم إليها أول فريق تحريري خلال الحرب العالمية الأولى لتغطية جهود الجنود الكنديين في الخارج.
في عام 1940، أوقفت الحكومة الكندية تراخيص البث لشركة يونايتد برس إنترناشيونال حيث قامت الشركة، على عكس كانديان برس ، ببيع رعايات تجارية لنشراتها الإخبارية، في انتهاك لسياسة الحكومة. أعلن وزير النقل سي دي هاو ، الذي كان مسؤولاً عن سياسة البث، أن وكالات الأنباء يجب أن "تثبت أن مصدر أخبارها دقيق" من أجل الاحتفاظ بتراخيصها. بعد شكاوى من ترانس راديو بأن هذه الخطوة كانت محاولة من جانب "النشر الأناني والمصالح الاحتكارية لتدمير خدمات الأخبار المستقلة في جميع أنحاء الدومينيون"، وافقت هيئة الإذاعة الكندية، التي كانت في ذلك الوقت مسؤولة أيضًا عن تنظيم محطات البث الإذاعي الخاصة، على إعادة العمل بتراخيص ترانس راديو وBUP مع الإعلان أيضًا عن خطة لفرض الحظر على البث الإخباري التجاري من خلال تحرير الإرساليات من قبل خدمات الأسلاك قبل توزيعها على محطات الراديو.
في عام 1941، أنشأت شركة الصحافة الكندية شركة تابعة لها باسم "أخبار الصحافة المحدودة" مع سام. تم تعيين جي روس مديرًا لتوفير نسخ أخبارية سلكية لمحطات الراديو، بهدف المنافسة مع خدمة "ترانسراديو" الإخبارية المملوكة للولايات المتحدة وشركة "الصحافة المتحدة البريطانية"، وهي الفرع الكندي لشركة "الصحافة المتحدة". ثم قامت شركة الصحافة الكندية ببيع أخبارها عبر "أخبار الصحافة" إلى هيئة الإذاعة الكندية، بينما كانت "ترانسراديو" و"الصحافة المتحدة البريطانية" تبيعان نسخهما حصريًا لهيئات البث التجارية المملوكة للقطاع الخاص.
في عام 1944، خدمت بريس نيوز 35 من 90 محطة إذاعية في كندا ، وكان لديها طاقم عمل مكون من خمسة أفراد في تورنتو، وميزانية سنوية قدرها C$90٬000 . في عام 1945، أنشأت شركة CP خدمة إخبارية إذاعية باللغة الفرنسية، وهي أول خدمة إخبارية من هذا النوع للمذيعين الفرنسيين في أمريكا الشمالية. تأسست خدمة الصور التابعة لشركة الصحافة الكندية في عام 1948، بهدف إرسال الصور مباشرة إلى محطات التلفزيون والصحف في كندا، عوضًا عن الاعتماد على الخدمة البريدية لنقل الصور. تعمل الصحافة الكندية باللغتين الإنجليزية والفرنسية، وقد تأسست الخدمة الأخيرة عام 1951.
مع ظهور الراديو والتلفزيون، أنشأت الصحافة الكندية شركة "أخبار البث" في عام 1954، وهي شركة فرعية متخصصة في تقديم نصوص مكتوبة خصيصًا للمذيعين. في الأول من يناير عام 1954، حلت "أخبار البث" محل صحيفة "أخبار الصحافة".عمل هذا المشروع بالتعاون مع هيئات البث الخاصة، حيث قام بتزويد محطات الراديو والتلفزيون بالمحتوى الإخباري. المملوكة للقطاع الخاص في كندا بتقارير إخبارية. تم تعيين تشارلز إدواردز أول مدير وأمين عام للجبهة الوطنية.  في عام 1956، أنشأت BN أول خدمة إخبارية صوتية وطنية للمذيعين في كندا، والتي أصبحت BN Voice في عام 1961، والتي خدمت بعد ذلك 34 محطة إذاعية بالأخبار الوطنية والدولية. عندما تقاعد إدواردز في عام 1971، كانت BN قد نمت لتخدم 298 محطة إذاعية وتلفزيونية في كندا، وزاد عدد الموظفين إلى 45 موظفًا وميزانية قدرها 2 مليون دولار بحلول عام 1971. في عام 1979، أضافت CP نشرات الأخبار الشبكية للمحطات المشتركة.
في عام 1985، قامت شركة الصحافة الكندية بشراء شركة "الصحافة المتحدة البريطانية"، التي كانت منافستها لفترة طويلة وعُرفت آنذاك باسم "الصحافة المتحدة الكندية"، من شركة "صن ميديا".
تضم وكالة الأنباء طاقمًا يتألف من أكثر من 180 صحفيًا في مكاتبها في مختلف أنحاء كندا، بالإضافة إلى مراسل في واشنطن العاصمة . كما كانت تدير مكتبًا في لندن بإنجلترا حتى عام 2004، وكان لديها مراسلون يغطون البعثة الكندية في أفغانستان منذ عام 2002، وتقدم تغطية إخبارية لجزر الهند الغربية. بفضل تحالفها من خلال وكالة أسوشيتد برس، أصبح هناك الآن تبادل عالمي للأخبار.
شركة مؤسسة الصحافة الكندية. هي الكيان الذي تم إنشاؤه لتولي إدارة عمليات الصحافة الكندية، وذلك وفقًا لمقال نُشر في نوفمبر 2010 في صحيفة تورنتو ستار. عُقد الاجتماع الأول للمجلس الجديد في 29 نوفمبر 2010 لمراجعة عمليات الصحافة الكندية. اعتبارًا من يناير 2020، استمرت كل من شركة تورستار، وصحيفة ذا غلوب آند ميل، وصحيفة لا برس في مونتريال، في امتلاكها لصحيفة الصحافة الكندية.

## عملية
تلعب الصحافة الكندية دورًا أساسيًا في تطوير الهوية الكندية، وتعتمد بشكل كامل على خطوط التلغراف المستأجرة من أجل إرسال القصص ذهابًا وإيابًا عبر البلاد إلى عدد كبير من قرائها. إضافة إلى تقديم الأخبار إلى الصحف والإذاعة والتلفزيون، تقدم وكالة الصحافة الكندية الأخبار والصور عبر الإنترنت. والآن تعتمد كل صحيفة يومية تقريبًا في كندا على الخدمة التي تقدمها وكالة الصحافة الكندية. قدمت هذه الخدمة الإخبارية العاجلة عبر الإنترنت في عام 1996، والآن يتم نشر محتواها المتعدد الوسائط من قبل معظم مواقع الأخبار الكندية الرئيسية. أطلقت وكالة الصحافة الكندية فيديو الأخبار العاجلة في عام 2007، مع مقاطع تم إنتاجها خصيصًا لمواقع الويب والخدمات اللاسلكية. في 30 يونيو 2007، غادر كانويست تعاونية الصحافة الكندية.
في سبتمبر 2007، أطلقت الصحافة الكندية حملة لتغيير العلامة التجارية في محاولة للحفاظ على القدرة التنافسية، خاصة بعد انسحاب صحيفة كانويست جلوبال وقنواتها التلفزيونية ومنافذ الأخبار عبر الإنترنت (انظر أدناه). تم دمج جميع خدماتها، بما في ذلك شبكات الراديو أخبار البث والأخبار التلفزيونية والإذاعية، تحت علامة تجارية واحدة: الصحافة الكندية. أشار هذا التغيير إلى نهاية شعار الخدمة المعروف.
تدير وكالة الصحافة الكندية أيضًا أكبر أرشيف تحريري عبر الإنترنت للصور الإخبارية التي يلتقطها المصورون الصحفيون. كانت أول شركة في كندا تطور هذا الأرشيف عبر الإنترنت في عام 1996، والذي يضم الآن أكثر من مليوني صورة رقمية، مع إضافة مئات الصور يوميًا. تُستخدم هذه الصور في الصحف، والكتب، والمجلات، وعلى الإنترنت. بالإضافة إلى الأخبار والمعلومات، تنشر الصحافة الكندية كتاب دليل الأسلوب وكتاب الكلمات الكبيرة والإملاء، اللذين يُعتبران الدليلين الأسلوبيين الرئيسيين للصحفيين الكنديين، ومحترفي العلاقات العامة، والمحررين، والكتاب في مختلف التخصصات..
من خلال شراكة طويلة الأمد، أصبحت الصحافة الكندية الموزع الحصري لمواد وكالة أسوشيتد برس ووكالة أسوشيتد برس الإخبارية التلفزيونية في كندا. كما أن وكالة أسوشيتد برس هي الموزع الحصري لصحيفة الصحافة الكندية في الولايات المتحدة وحول العالم. في 11 مارس 2009، أعلنت شركة صن ميديا أنها ستنسحب أيضًا من التعاونية. 
في يوليو 2010، تم التوصل إلى اتفاق مبدئي بين أكبر ثلاثة مساهمين في وكالة الأنباء الكندية، وهي سي تي في غلوب ميديا وتورستار وجيسكا، لتحويل الوكالة من تعاونية إلى كيان يهدف إلى الربح. في 26 نوفمبر 2010، أعلنت شركة تورستار وصحيفة ذا غلوب آند ميل ومجموعة سكوير فيكتوريا للاتصالات عن استثمارها في كيان جديد يهدف إلى الربح، وهو الشركة الكندية للصحافة، لتولي عمليات الصحافة الكندية.
صرّح فيليب كراولي، ناشر صحيفة ذا غلوب آند ميل، في مقابلة أجريت في 26 نوفمبر 2010، بأن التغيير في هيكل الملكية من تعاونية غير ربحية إلى شركة خاصة تهدف إلى الربح أتاح للشركة إمكانية تغطية احتياجاتها التقاعدية والاستفادة من فرص الأعمال المستقبلية. كانت الصحافة الكندية تعاني من عجز كبير في المعاشات التقاعدية، والذي قُدّر في عام 2010 بنحو 34.4 مليون دولار.

## الموظفين البارزين
- ويليام آشبيري بوكانان ، انتخب رئيسًا للصحافة الكندية في عام 1944. [23]
- تشارلز إدواردز ، صحفي في وكالة الصحافة الكندية من عام 1933 إلى عام 1944، ومدير أخبار الصحافة من عام 1944 إلى عام 1954، ومدير أخبار البث من عام 1954 إلى عام 1971. [9]
- جاك سوليفان ، محرر الرياضة في صحيفة الصحافة الكندية من عام 1948 إلى عام 1975. [24]